# 18 هـ
18 هـ هي سنة في التقويم الهجري امتدت مقابلةً في التقويم الميلادي بين سنتي 639 و640.

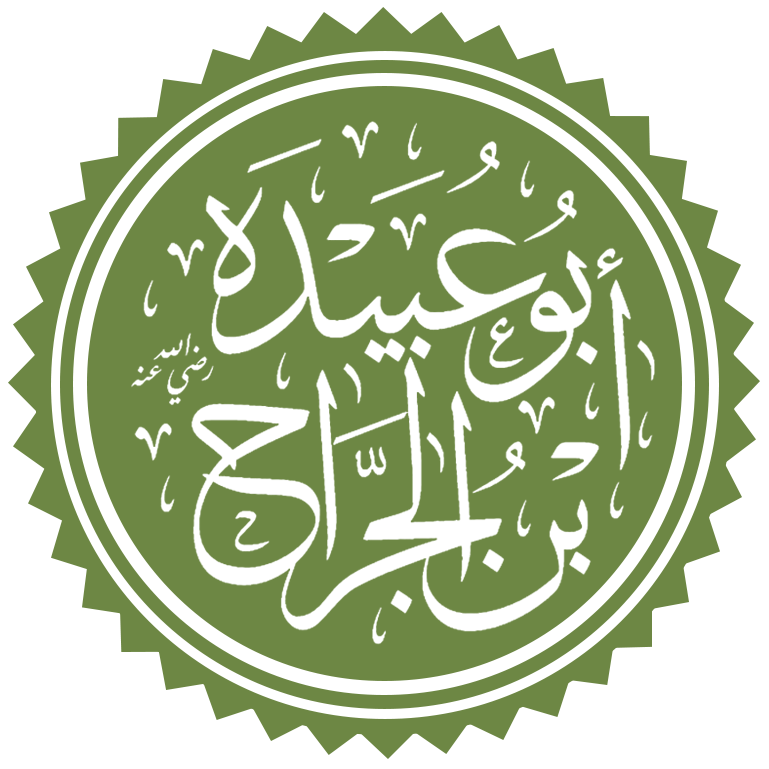
أبو عبيدة بن الجراح

## أحداث
- عام الرمادة، أصاب الناس مجاعة شديدة وجدب وقحط، وكانت الريح تسفي ترابا كالرماد فسمي عام الرمادة
- طاعون عمواس
- بناء جامع الكوفة

## مواليد
- الحضين بن المنذر

## وفيات
- سهيل بن عمرو
- أبو عبيدة بن الجراح
- العباس بن مرداس
- الفضل بن العباس
- معاذ بن جبل
- يزيد بن أبي سفيان
- شرحبيل بن حسنة
- أبو جندل بن سهيل
- أبو مالك الأشعري